# Krystyna Lotaryńska
Krystyna Lotaryńska (ur. 16 sierpnia 1565 w Nancy, zm. 19 grudnia 1637 we Florencji) – księżniczka Lotaryngii i poprzez małżeństwo wielka księżna Toskanii. W latach 1621–1628 wraz z synową Marią Magdaleną Austriaczką sprawowała koregencję w imieniu małoletniego wnuka – Ferdynanda II.
Urodziła się jako najstarsza córka (drugie spośród dziewięciorga dzieci) księcia Lotaryngii i Baru Karola III Wielkiego oraz jego żony księżnej Klaudii.
3 maja 1589 poślubiła wielkiego księcia Toskanii Ferdynanda I (byłego kardynała). Para miała dziewięcioro dzieci:
- Kosmę II (1590-1621), kolejnego wielkiego księcia Toskanii
- Eleonorę (1591-1617),
- Katarzynę (1593-1629), księżną Mantui
- Franciszka (1594-1614),
- Karola (1595-1666), kardynała
- Filipa (1598-1602),
- Wawrzyńca (1599-1648),
- Marię Magdalenę (1600-1633), zakonnicę
- Klaudię (1604-1648), księżną Urbino i arcyksiężną Austrii